# Андрушёвка
Андрушёвка (укр. Андрушівка) — город в Житомирской области Украины. Входит в центр Андрушёвской городской общины Бердичевского района. До 2020 года был административным центром упразднённого Андрушёвского района.

## Название
По рассказам древних старожилов село раньше располагалось в другом месте (близ теперешнего месторасположения), в урочище Кучогори, где были остатки древнего поселения. Позже на месте этих развалин располагалось церковное поле. Здесь же был дом и двор хозяина, который, по преданию, назывался Кучогорським или Кучогором. Один из сыновей Кучогорського по имени Андрей, или как его называли ласково Андрусь, перенес село на нынешнее место и назвал его в честь себя Андрусовка. Иногда именно польскими влияниями в сутки, когда селом владели шляхтичи, объясняется изменение в названии села «с» на «ш», то есть на Андрушёвку.

## Географическое положение
Находится на реке Гуйва. Расположен в 47 км от областного центра города Житомира.

## История
Первое упоминание о селении относится к 1683 году.
В 1793 году после второго раздела Речи Посполитой селение вошло в состав Российской империи и стало центром Андрушёвской волости Житомирского уезда Волынской губернии.
В городе находится усадьба сахарозаводчика Н. А. Терещенко (дворец XIX века с парком). В 1883—1914 годах осуществлялась перестройка и модернизация местного завода — он, расположенный на окраине Андрушевки, функционирует до сих пор. В 1871 году на средства Артемия Терещенко в Андрушёвке открыто одноклассное училище, а вскоре — двухклассное. В 1911 году в Андрушёвке уже насчитывалось 2 359 человек.

### Андрушевка в советский период
В январе 1918 года в Андрушёвке была установлена Советская власть.
25 января 1919 года в Андрушёвском дворце Терещенко был организован матросом-балтийцем г. Попелем первый Волыньревком, а в июне 1920 года тут же разместился штаб Первой Конной Армии. Всего во время Гражданской войны Андрушёвка неоднократно переходила из одной власти в другую, советская оккупация окончательно была установлена 8 июня 1920 года. В августе 1920 года предприятия в Андрушевке были национализированы. В 1920 году Андрушёвское двухклассное училище преобразовано в трудовую семилетнюю школу.
После административно-территориальной реформы с марта 1923 года Андрушёвка (до того — городок Андрушёвской волости Житомирского уезда) стала районным центром Бердичевского округа Киевской губернии, что положительно сказалось на её экономическом и культурном развитии. В 1927—1928 годах состоялась модернизация Андрушёвского сахарного завода, что дало возможность повысить мощность предприятия. В 1938 году Андрушёвка стала посёлком городского типа. В 1941 году в Андрушёвке проживало 5 243 жителя, было 1 127 дворов.
Во время Великой Отечественной войны с 10 июля 1941 до 27 декабря 1943 года посёлок находился под немецкой оккупацией. Гитлеровцы замучили и расстреляли 460 мирных жителей, в том числе 216 детей и 25 стариков, выгнали на принудительные работы в Германию 84 человека. Во время временной оккупации в поселке действовала подпольная группа Владимира Парфентьевича Мехеды и Александра Герасимовича Сорокина. На общественном кладбище, что по улице Вобяна, расположена братская могила, в которой похоронены 21 коммунистов, расстрелянные нацистами в годы Великой Отечественной войны. Во время войны на сахарный завод было сброшено 21 авиабомба, из них 16 разорвались. 27 декабря 1943 года Андрушёвка была освобождена Красной армией.
С 9 января до 29 февраля 1944 года в посёлке размещался командный пункт штаба 1-го Украинского фронта. В честь погибших в Андрушёвке был сооружён обелиск Славы, установлен памятник. В послевоенное время в Андрушёвке и районе были отстроены разрушенные заводы, в первую очередь местный сахарозавод, который заработал ещё во время войны, 12 октября 1944 года. Были построены новые производства, обновлялись и росли социальная инфраструктура, жилой фонд.
В январе 1959 года численность населения составляла 9052 человека.
В 1968 году численность населения составляла 9,1 тыс. человек, основой экономики являлись несколько предприятий пищевой промышленности (сахарный завод, спиртовой комбинат и маслозавод).
В 1975 году Андрушевка стала городом.
По состоянию на начало 1978 года здесь действовали сахарный комбинат, спиртовой комбинат, сыроварный завод, комбикормовый завод, два кирпичных завода, промкомбинат, пищевой комбинат, райсельхозтехника, межколхозная строительная организация, комбинат бытового обслуживания, три общеобразовательные школы, музыкальная школа, сельское профессионально-техническое училище, шесть лечебных учреждений, два Дома культуры, кинотеатр и пять библиотек.
В январе 1989 года численность населения составляла 12 830 человек, в это время крупнейшими предприятиями являлись сахарный комбинат и сыродельный завод.

### Андрушёвка в независимой Украине
В годы независимости Украины среди населения Андрушёвки и района, как и всей страны, происходит духовно-религиозный подъём. В городе возобновили свою деятельность храмы, строятся новые культовые сооружения.
В мае 1995 года Кабинет министров Украины утвердил решение о приватизации находившихся здесь сырзавода, комбикормового завода и райсельхозтехники, в июле 1995 года было утверждено решение о приватизации сахарного завода, райсельхозхимии и СПМК.
В декабре 2001 года было возбуждено дело о банкротстве хлебоприёмного предприятия.
В апреле 2002 года началось банкротство созданного на базе межколхозной строительной организации коммунального предприятия «Андрушівський агробуд» (в дальнейшем, предприятие было перерегистрировано как ООО «Андрушівський агробуд»).
От 2001 года в пригороде Андрушёвки действует частная Андрушевская астрономическая обсерватория. В 2003 году обсерваторией было открыто астероид главного пояса астероидов, который впоследствии был назван в честь города — 133293 Андрушёвка.
9 декабря 2014 года было признано банкротом находившееся здесь АТП-11838 и началась процедура его ликвидации, в 2015 году оно прекратило своё существование.
21 января 2019 года община Рождества Пресвятой Богородицы Украинской православной церкви (Московского патриархата) решила присоединиться к Поместной Церкви Украины.

## Население
По состоянию на 1 января 2013 года численность населения составляла 9038 человек.

### Языковой состав
Родной язык населения по данным переписи 2001 года:
| Язык       | Численность, чел. | Доля     |
| ---------- | ----------------- | -------- |
| Украинский | 9 590             | 97,54 %  |
| Русский    | 203               | 2,06 %   |
| Другие     | 39                | 0,40 %   |
| Итого      | 9 832             | 100,00 % |

## Экономика
Андрушёвка имеет развитую промышленную базу. Здесь, в частности, действуют:
- Андрушёвский сахарный завод (ТОВ «Андрушівкацукор») (расформирован и заброшен);
- ГП «Андрушёвский спиртовой завод» (не работает);
- ООО «Андрушёвский маслосырзавод»;
- ЗАО «Фабрика „Восход“»;
- ЧП Гринишин В. Е. (хлебзавод) и ЧП Гринишин Е. Я. (мясопереработка (на данный момент тоже не работает или частично работает), камень);
- ООО «Андрушёвский агрострой» (сейчас расформировано и не существует);
- ОАО «Андрушёское хлебоприёмное предприятие»;
- ОАО «Автотранспортное предприятие 11838» (сейчас расформировано и не существует).

В городе функционируют отделения Укрпочты и «Новой почты», отделения нескольких банков, железнодорожная станция (грузовая) (не функционирует).

## Образование, СМИ и культура
Учреждения среднего образования в Андрушёвке:
- Андрушёвская гимназия[20];
- Андрушёвская СОШ I—III ступеней № 1;

В городе и районе сохранена ещё советская система учреждений внешкольного образования. Так, в 2008 году действовали:
- Андрушёвская станция юных техников, при которой функционировала 21 группа кружков научно-технического направления, в которых воспитывались 315 детей;
- Андрушёвский городской центр детского творчества, где функционирует 36 групп кружков художественно-эстетического, эколого-натуралистического, научно-технического направления, в которых воспитывались 473 ребёнка.
- также функционировали филиалы «Пошук» и «Дослідник» при Андрушевской станции юного техника и Андрушёвской гимназии Житомирского территориального отделения МАН Украины.

Единственным учреждение послешкольного образования Андрушёвки является Андрушёвский профессиональный лицей.
В городе издается газета бесплатных объявлений «Андрушівка на долонях», работает ГКП редакция радиовещания «Світанок».
Для удовлетворения духовных и культурных потребностей населения Андрушёвки действуют 2 клубных и 2 библиотечные учреждения, в том числе Андрушёвский районный дом культуры, также работает Андрушёвская школа искусств.
Почётные звания «народный», (образцовый) носят 5 коллективов районного дома культуры:
- Народный ансамбль песни и танца «Криниченька» (дирижер В. А. Гонзецький, хормейстер Н. А. Постернак, балетмейстер С. В. Барановская);
- Ансамбль тройственных музыкантов «Веселі музики» (руководитель В. А. Гонзецкий);
- Фольклорный коллектив «Молодички» (руководитель В. Ф. Рожко);
- Любительский духовой оркестр (руководитель Э. Ф. Шпакович);
- Группа «Джерело» (руководитель Ю. А. Палий).

## Достопримечательности
Главной историко-архитектурной достопримечательностью Андрушёвки есть усадьба-дворец помещиков Бержинских (спустя сахарозаводчиков Терещенко, а теперь помещения Андрушевской школы I—III ступеней № 1), построенный в стиле французского неоренессанса в середине XIX века.
Новейшим объектом интереса может служить расположенная на окраине города Андрушёвская астрономическая обсерватория, первая и единственная в Украине сертифицированная частная обсерватория.
Неподалёку от города расположены заказники: Андрушёвский лес-1 и Андрушёвский лес-2.

## Еврейская община
Евреи впервые появились в Андрушёвке в 1784 году, когда эти земли отошли к России. По состоянию на 1926 год еврейская община состояла из 655 человек.
В XXI веке от относительно большой Андрушёвской еврейской общины, проживавшей здесь когда-то, осталось только кладбище. После проведения в Андрушёвку железной дороги (1939) еврейское кладбище стало значительно меньше по размерам. На данный момент сохранилось около 100 захоронений. Последняя хасидская могила здесь датирована 1994 годом.

## Транспорт
Железнодорожная станция Андрушёвка Юго-Западной железной дороги

## Галерея

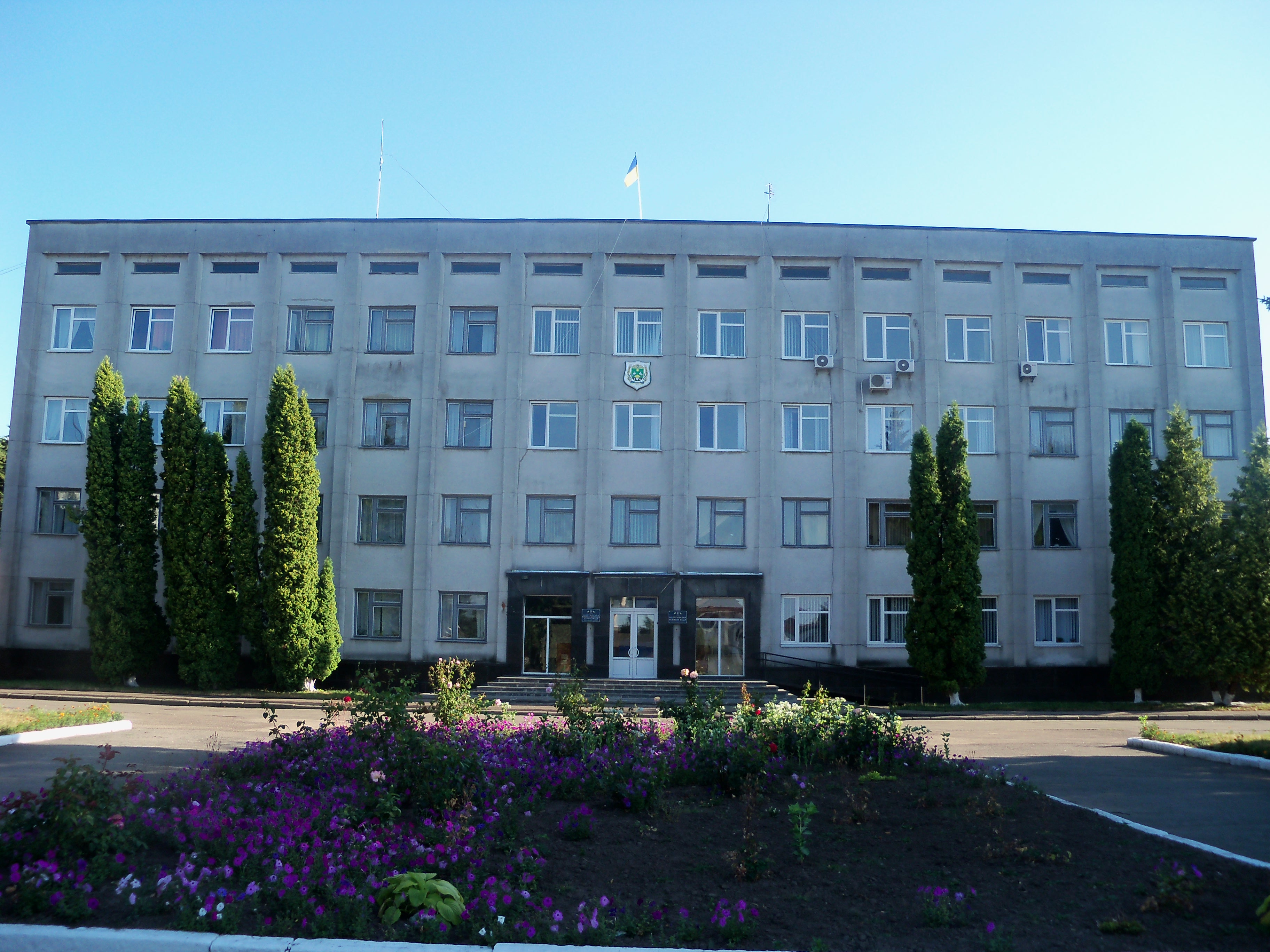
На центральной площади
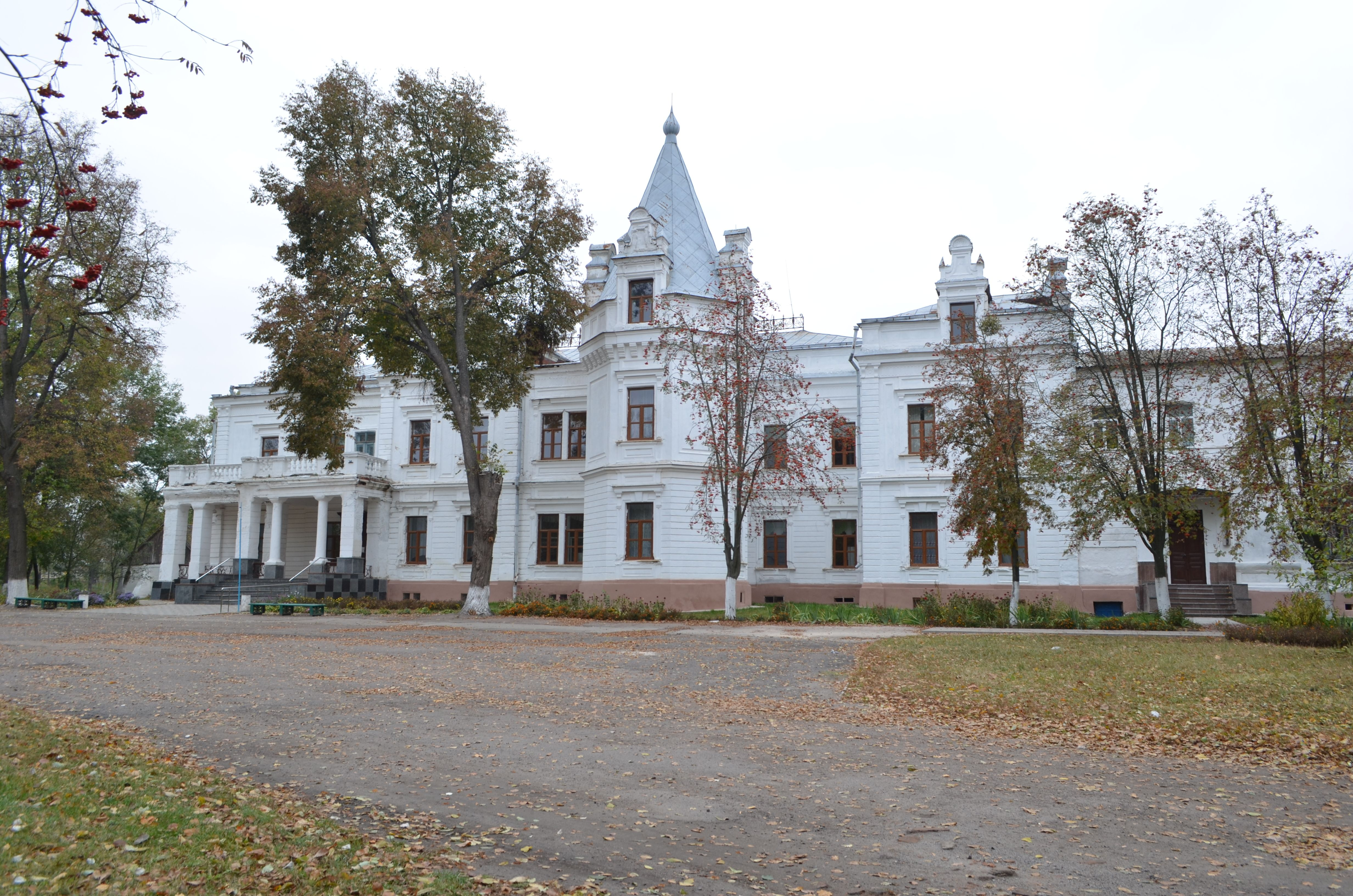
Дворец Терещенко
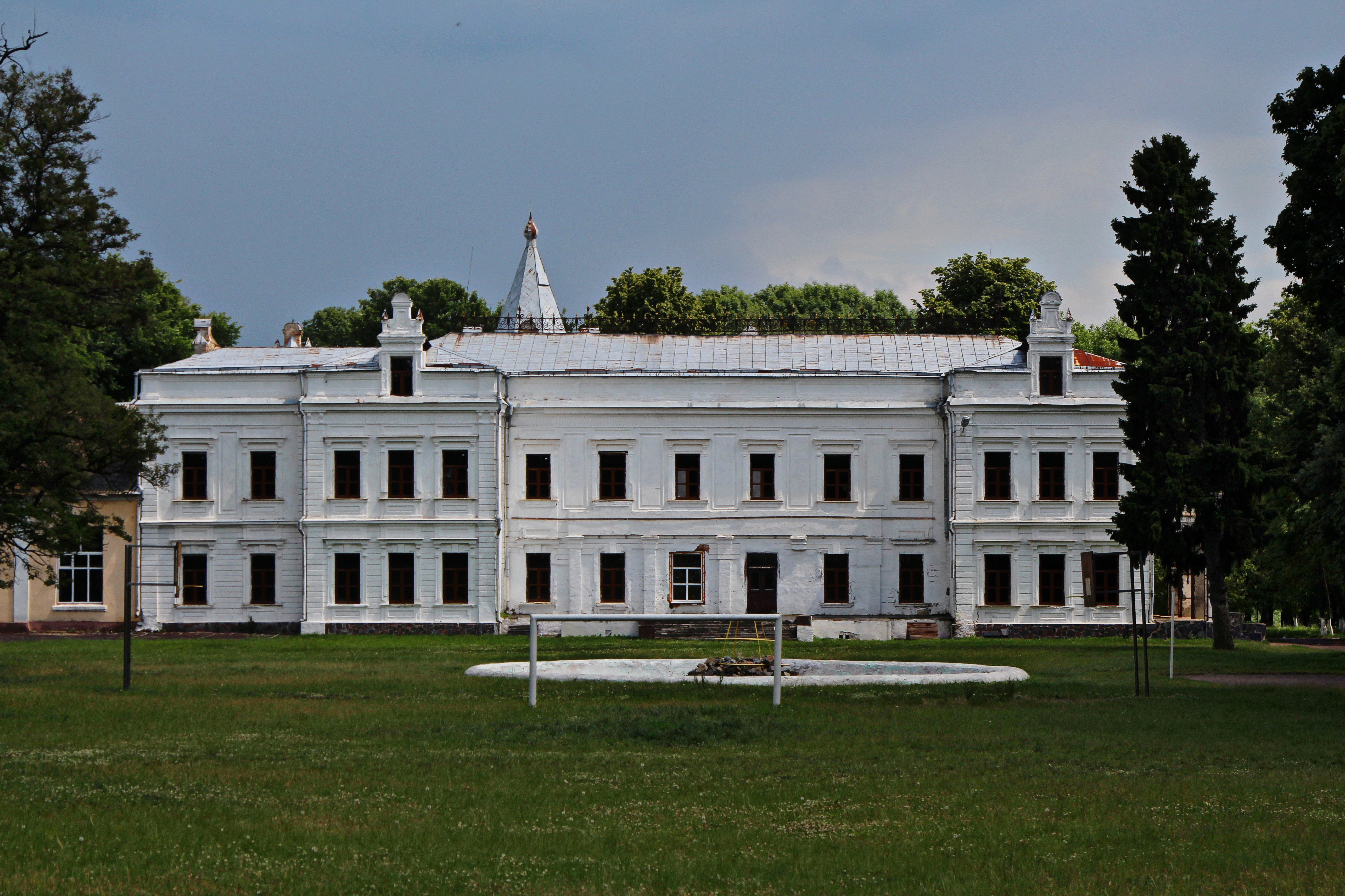
Дворец Терещенко
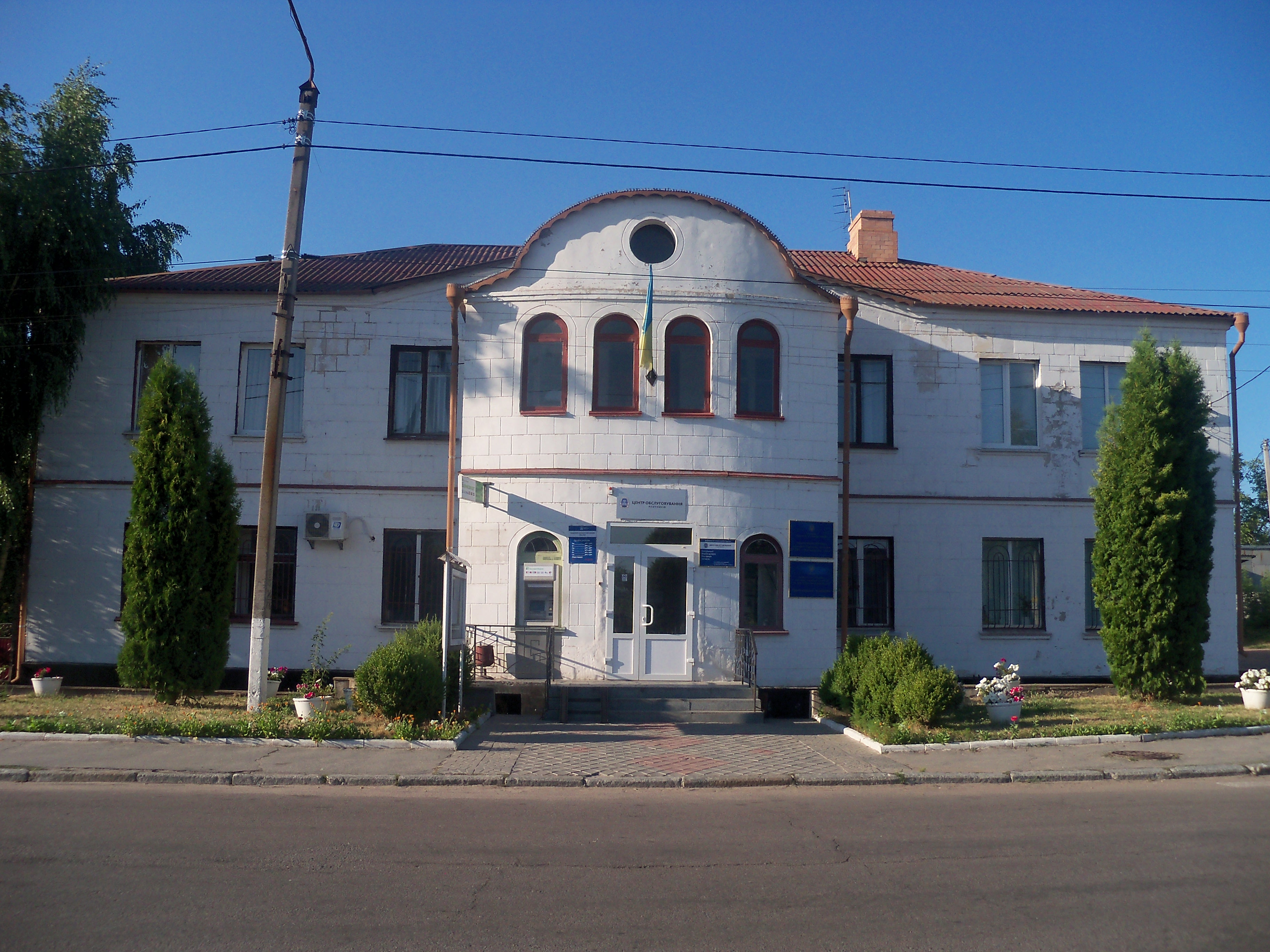
Налоговая инспекция